# Willard Waller
Willard Walter Waller (1899–1945) a fost un sociolog american. O mare parte din cercetările sale erau despre sociologia familiei, sociologia educației și sociologia militară. Lucrarea The Sociology of Teaching (1932) a fost descrisă ca un „clasic timpuriu” în domeniul sociologiei educației. Înainte de moartea sa subită, a fost recunoscut ca fiind unul dintre cei mai proeminenți savanți în domeniul sociologiei.